# 惣領甚六 (2代目)
二代目 惣領 甚六（にだいめ そうりょう じんろく、生年不詳 - 天保8年8月14日〈1837年9月13日〉）とは、江戸時代の歌舞伎役者。屋号大坂屋、俳名は桃儀・其道・都紅。
江戸の役者ではじめ桐島儀右衛門の門人となり、寛政11年（1799年）にその名を継ぐ。以降江戸三座の舞台で活躍し「いつでもふざける」と評判記に書かれるほど道化方に重点を置く。文化13年（1816年）に二代目惣領甚六を襲名。天保8年7月の市村座『三舛太夫銑鶏歳』の下女おふじを最後に死去するまで、半道敵として人気を集めた。門人に三代目惣領甚六がいる。